# Lusangazi
Lusangazi ist einer von fünfzehn Distrikten in der Provinz Ostprovinz in Sambia. Er hat eine Fläche von 4494 km² und es leben 110.523 Menschen in ihm (2022). Lusangazi wurden 2018 vom Distrikt Petauke abgespaltet.

## Geografie
Der Distrikt befindet etwa 330 Kilometer nordöstlich von Lusaka. Er liegt im Süden auf einer Höhe von etwa 900 m und fällt im Norden, im Tal des Luangwa, bis auf etwa 500 m ab. Die Nordgrenze wird vom Lunagwa gebildet. Einen Teil der Ostgrenze bildet dessen Nebenfluss Lusangazi, der auch seine Quellen im Distrikt hat. Ein Stück der Westgrenze bildet der Luangwa-Nebenfluss Msanzala.
Der Distrikt grenzt im Osten an die Distrikte Mambwe und Katete, im Süden an Sinda und Petauke, und im Westen an den Distrikt Nyimba. Im Norden grenzt er an Chitambo in der Zentralprovinz und an Lavushimanda in der Provinz Muchinga.
Lusangazi ist in 11 Wards aufgeteilt.

## Wirtschaft
In Lusangazi wurde Gold gefunden.